# Puerto Princesa City
Puerto Princesa City er hovedbyen på øen og i provinsen Palawan. Byens befolkning er på 161.912 og består af 33.306 husholdninger (2002). Byen er kendt for sine krokodille-farme, undergrundsfloder og dykkersport.

## District
| - Babuyan - Bacungan - Bagong Bayan - Bagong Pag-Asa (Pob.) - Bagong Sikat (Pob.) - Bagong Silang (Pob.) - Bahile - Bancao-bancao - Binduyan - Buenavista - Cabayugan - Concepcion - Inagawan - Irawan - Iwahig (Pob.) - Kalipay (Pob.) - Kamuning - Langogan - Liwanag (Pob.) - Lucbuan - Mabuhay (Pob.) - Macarascas | - Magkakaibigan (Pob.) - Maligaya (Pob.) - Manalo - Manggahan (Pob.) - Maningning (Pob.) - Maoyon - Marufinas - Maruyogon - Masigla (Pob.) - Masikap (Pob.) - Masipag (Pob.) - Matahimik (Pob.) - Matiyaga (Pob.) - Maunlad (Pob.) - Milagrosa (Pob.) - Model (Pob.) - Montible (Pob.) - Napsan - New Panggangan - Pagkakaisa (Pob.) - Princesa (Pob.) - Salvacion | - San Jose - San Miguel - San Pedro - San Rafael - Santa Cruz - Santa Lourdes - Santa Lucia (Pob.) - Santa Monica - Seaside (Pob.) - Sicsican - Simpocan - Tagabinit - Tagburos - Tagumpay (Pob.) - Tanabag - Tanglaw (Pob.) - Barangay ng mga Mangingisda - Inagawan Sub-Colony - Luzviminda - Mandaragat - San Manuel - Tiniguiban |

9°45′N 118°45′Ø / 9.75°N 118.75°Ø